# Koleț
Koleț (în bulgară Колец) este un sat în Obștina Mineralni Bani, Regiunea Haskovo, Bulgaria.

## Demografie
Componența etnică a satului Koleț
     Turci (89,94%)
     Bulgari (9,04%)
     Nicio identificare (1%)
     Altele (0%)
La recensământul din 2011, populația satului Koleț era de 199 locuitori. Din punct de vedere etnic, majoritatea locuitorilor (89,94%) erau turci, cu o minoritate de bulgari (9,04%). Pentru 1,0% din locuitori nu este cunoscută apartenența etnică.